# Jufuku-ji
Le Jufuku-ji (寿福寺) est un temple bouddhiste zen relevant de l'école Rinzai. Fondé en 1200 par le régent Hōjō Masako et le moine Eisai, c'est le plus vieux temple de la branche Rinzai Kencho-ji. Le temple est aussi l'un des gozan (五山, cinq grands temples) de Kamakura.